# بیماری‌های قارچی گیاهی

## بیماری‌های قارچی گیاهی
بیماری‌های قارچی گیاهی بخش عمده بیماری‌های گیاهی را تشکیل می‌دهند. ارگانیسم‌های قارچی و شبه قارچی در مجموع بیش از ۸۰۰۰ گونه هستند که سبب بیماری‌های قارچی گیاهی می‌شوند. ارگانیسم‌های شبه قارچی شامل فیتیوم و فیتوفتورا (به انگلیسی: Phytophthora)هستند.

## تفاوت قارچ با دیگر عوامل بیماری زا
یکی از تفاوت‌های عوامل بیماری زای قارچی در برابر باکتری و ویروس آن است که قارچ‌ها علاوه بر نفوذ از طریق زخم روی گیاه یا روزن‌ها دیگر موجود، با تولید ساختار ویژه هیفآپرسوریم (به انگلیسی: Appressorium) می‌توانند مستقیماً وارد بافت گیاهی شوند.

## برخی اسامی بیماری‌های قارچی گیاهی
- سفیدک سطحی یا حقیقی
- سفیدک دروغی یا داخلی
- آنتراکنوز
- انگومک یا گموز مرکبات
- پوسیدگی قهوه‌ای مرکبات
- پوسیدگی خاکستری
- پوسیدگی فیتوفتورایی
- پیچیدگی برگ هلو
- بادزدگی
- لکه موجی
- شانکر سیتوسپورایی